# Іст-Міллстоун (Нью-Джерсі)
Іст-Міллстоун (англ. East Millstone) — переписна місцевість (CDP) в США, в окрузі Сомерсет штату Нью-Джерсі. Населення — 588 осіб (2020).

## Географія
Іст-Міллстоун розташований за координатами 40°29′47″ пн. ш. 74°33′58″ зх. д. / 40.49639° пн. ш. 74.56611° зх. д. (40.496444, -74.565986).  За даними Бюро перепису населення США в 2010 році переписна місцевість мала площу 5,95 км², з яких 5,79 км² — суходіл та 0,16 км² — водойми.

## Демографія
Згідно з переписом 2010 року, у переписній місцевості мешкало 579 осіб у 233 домогосподарствах у складі 161 родини. Густота населення становила 97 осіб/км².  Було 246 помешкань (41/км²).
Расовий склад населення:
| - 78,6 % — білих - 10,5 % — чорних або афроамериканців - 7,8 % — азіатів |

До двох чи більше рас належало 2,8 %. Частка іспаномовних становила 2,9 % від усіх жителів.
За віковим діапазоном населення розподілялося таким чином: 16,4 % — особи молодші 18 років, 67,7 % — особи у віці 18—64 років, 15,9 % — особи у віці 65 років та старші. Медіана віку мешканця становила 47,5 року. На 100 осіб жіночої статі у переписній місцевості припадало 101,7 чоловіків;  на 100 жінок у віці від 18 років та старших — 99,2 чоловіків також старших 18 років.
Середній дохід на одне домашнє господарство  становив 128 391 долар США (медіана — 100 750), а середній дохід на одну сім'ю — 157 913 долари (медіана — 135 341). 
Цивільне працевлаштоване населення становило 259 осіб. Основні галузі зайнятості: освіта, охорона здоров'я та соціальна допомога — 53,3 %, фінанси, страхування та нерухомість — 24,7 %, оптова торгівля — 11,6 %, науковці, спеціалісти, менеджери — 9,3 %.